# Комбинация (сериал)
«Комбинация» — российский сериал режиссёра Никиты Власова о группе «Комбинация». Главные роли в нём сыграли Никита Кологривый, Елизавета Базыкина, Павел Прилучный, Анастасия Уколова и Даниил Воробьёв. Премьерный показ прошёл на видеосервисе Wink 6 сентября 2024 года. Телевизионная премьера состоялась 16 декабря 2024 года на «Первом канале».

## Сюжет
Сериал рассказывает о музыкальной группе «Комбинация», получившей широкую известность в начале 1990-х годов. Действие начинается в 1988 году в Саратове: Александр Шишинин после рождения дочери решает полностью изменить свою жизнь и начинает продюсировать созданный им музыкальный коллектив. Это первая в СССР поп-группа, в которой участвуют только девушки.

## В ролях
- Никита Кологривый — продюсер Александр Шишинин
- Владимир Канухин — композитор и сооснователь группы Виталий Окороков
- Елизавета Базыкина — певица Татьяна Иванова
- Павел Прилучный — продюсер Александр Иратов
- Анастасия Уколова  — певица Алёна Апина
- Екатерина Гончарова — певица Светлана Кашина
- Даниил Воробьёв — Максим Юрьевич Базыкин, продюсер (прототип — Сергей Лисовский)
- Дмитрий Смолев — поэт-песенник Юрий Дружков
- Аскар Ильясов — продюсер Гарри Каримович (прототип — Бари Каримович Алибасов)
- Полина Гухман — Юлия Козюлькова
- Татьяна Струженкова — Светлана Костыко
- Софья Володчинская — Нюра Ковалёва
- Игорь Царегородцев — Шуба
- Ульяна Кравец — Наталья Шишинина, жена Александра
- Хельга Филиппова — мать Натальи
- Алёна Апина — преподавательница консерватории
- Виталий Окороков — работник студии звукозаписи
- Стася Милославская — Таня Долганова
- Роман Евдокимов — Илья
- Ольга Тумайкина — мама Лены
- Иван Добронравов — фанат
- Азамат Нигманов — управляющий
- Татьяна Иванова — жена хозяина гостиницы в Узбекистане
- Анна Богомолова — Анжела
- Светлана Саягова — мать Александра Шишинина
- Игорь Черневич — отец Александра Шишинина
- Кирилл Полухин — дядя Коля
- Дмитрий Поднозов — ректор

## Производство и релиз
О работе над сериалом и начале съёмок стало известно в декабре 2023 года. Производством занялись «НМГ Студия» и «Лунапарк», продюсерами стали Дмитрий Нелидов, Александр Сыров, Елена Мельникова и Игорь Гудков. Проект режиссирует Никита Власов. Роли Алёны Апиной и Татьяны Ивановой достались Анастасии Уколовой и Елизавете Базыкиной. Мужа Апиной, продюсера Александра Иратова, сыграет Павел Прилучный, продюсера «Комбинации» Александра Шишинина — Никита Кологривый. Сериал снимали в Саратове.
Премьерный показ сериала, включающего восемь эпизодов, начался на онлайн-платформе Wink 3 сентября 2024 года. Последняя серия вышла 24 октября. Телевизионная премьера сериала состоится 16 декабря 2024 года на Первом канале.

## Призы
- IX OK! Awards «Больше чем звёзды» (2024) - Приз в номинации «Главный герой. Сериалы. Актёр» — Никита Кологривый за роль в сериале «Комбинация»[6][7].